# إيدوغاوا (طوكيو)
إيدوغاوا (باليابانية: 江戸川区إيدوغاوا-كو) وتعني «حي إيدوغاوا» هو أحد أحياء طوكيو ال 23. يأخذ هذا الحي اسمه من نهر إيدوغاوا الذي يمر على الحدود الغربية للحي من الشمال للجنوب.

## تاريخ
تم تأسيس الحي عام 1937. وذلك بدمج 7 قرى.

## توأمة
لإيدوغاوا (طوكيو) اتفاقيات توأمة مع:
- أزومينو

## أعلام
- يوشيناري تاكاجي
- فوميكو أوريكاسا
- هيرونوري إيشيكاوا
- رومي باكو
- كاميناشي كازويا

## مواقع خارجية
- الموقع الرسمي لمدينة إيدوغاوا باللغة الإنكليزية
- الموقع الرسمي لمدينة إيدوغاوا باللغة اليابانية